# Neório

Mapa da Constantinopla bizantina. O Neório está localizado na porção oriental da cidade, na costa sul do Corno de Ouro, próximo a boca do Bósforo.

Neório (em grego: Λιμὴν τοῦ Νεωρίου/Λιμὴν τῶν Νεωρίων) foi um porto de Constantinopla, no Corno de Ouro, ativo da fundação da cidade no século IV até o final do período otomano. Foi o primeiro porto a ser construído em Constantinopla após sua refundação por Constantino, o Grande (r. 306–337), e o segundo após o Prosfório, que era o porto da antiga Bizâncio.

## Localização
O porto localizava-se na costa sul do Corno de Ouro, a leste da atual Ponte de Gálata, na Região VI (VI Regio) de Constantinopla. Na Istambul otomana esta área correspondeu ao bairro de "Porta dos Jardins" (Bahçekapı), localizado entre os entrepostos aduaneiros e o Madraçal de Abdulamide I: hoje o sítio pertence ao bairro de Bahcekapi em Eminönü, que é parte do distrito do Conquistador (Fatih) de Istambul. A baia onde a bacia se situava está agora assoreada, e é atualmente ocupada pelos terminais de balsas do Bósforo, Kadiköy e Üsküdar.

## História

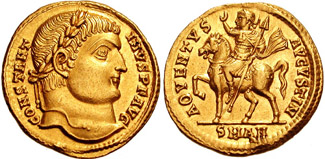
Soldo de Constantino r.

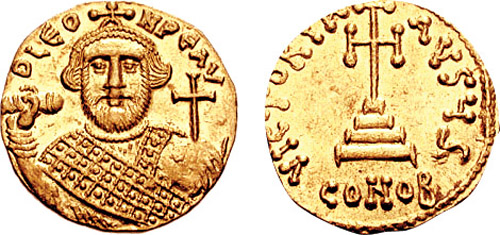
Soldo de Leôncio r.

O Neório foi o primeiro porto a ser erigido em Constantinopla após sua fundação, e o segundo após o porto de Prosfório, que já existiu em Bizâncio, e localizava-se na baia próxima a leste, a direita sob o sopé noroeste da primeira colina da cidade, no bairro chamado "de Eugênio" (em grego: τὰ Εὑγενίου; romaniz.: tà Eùgeníou). Sendo colocado na costa sul do Corno de Ouro, o Neório não esteve sujeito às fortes tempestades provocadas pelo lodos, o vento sudoeste que sopra do mar de Mármara, além disso, o assoreamento portuário não era um grande problema se comparado aos portos do sul da cidade. De fato, a entrada dos veleiros no Corno de Ouro era possível com todos os ventos, exceto o trasmontana que podia causar alguns problemas e um leve assoreamento.
O Neório tinha a função dupla de porto comercial e estaleiro, e abrigou também uma fábrica de remos (em grego: κοπάρια). Uma vez que a atividade principal foi o comércio, a área foi cercado por muitos armazéns. Este fato é delineado pelos muitos incêndios que devastaram o bairro do porto: em 433 todos os armazéns queimaram; em 465, um incêndio começou ali e tragou oito regiões da cidade; e em 559, as armazéns queimaram novamente. De acordo com a tradição tardia, Santo André estabeleceu-se no Neório e fez do bairro seu centro de pregação quando aportou em Bizâncio. Em 697, o imperador Leôncio (rt.  695–698) limpou a lama do porto, uma vez que a área era suspeita de ser um terreno fértil para praga.
O Neório permaneceu um importante porto da cidade através dos séculos, e quando as colônias comerciais latinas (e possivelmente também os judeus) assentaram-se lá, adquirindo o direito de estabelecer porto de escala no Corno de Ouro, a importância do porto cresceu. Em primeiro lugar, venezianos e amalfitanos assentaram-se a oeste; então vieram os pisanos, que no final do século XI estabeleceram-se na área densamento habitada a oeste do porto; finalmente, em 1155, vieram os genoveses, que fundaram sua colônia na área ao sul e leste do Neório. No século XVII, muito depois da transferência dos genoveses para Gálata, na costa oposta do Corno, parte da comunidade judaica assentou-se no bairro, vivendo lá até meados do século XX, quando a área inteira foi demolida para aumentar a via costeira e criar o bairro em frente da Mesquita Nova.

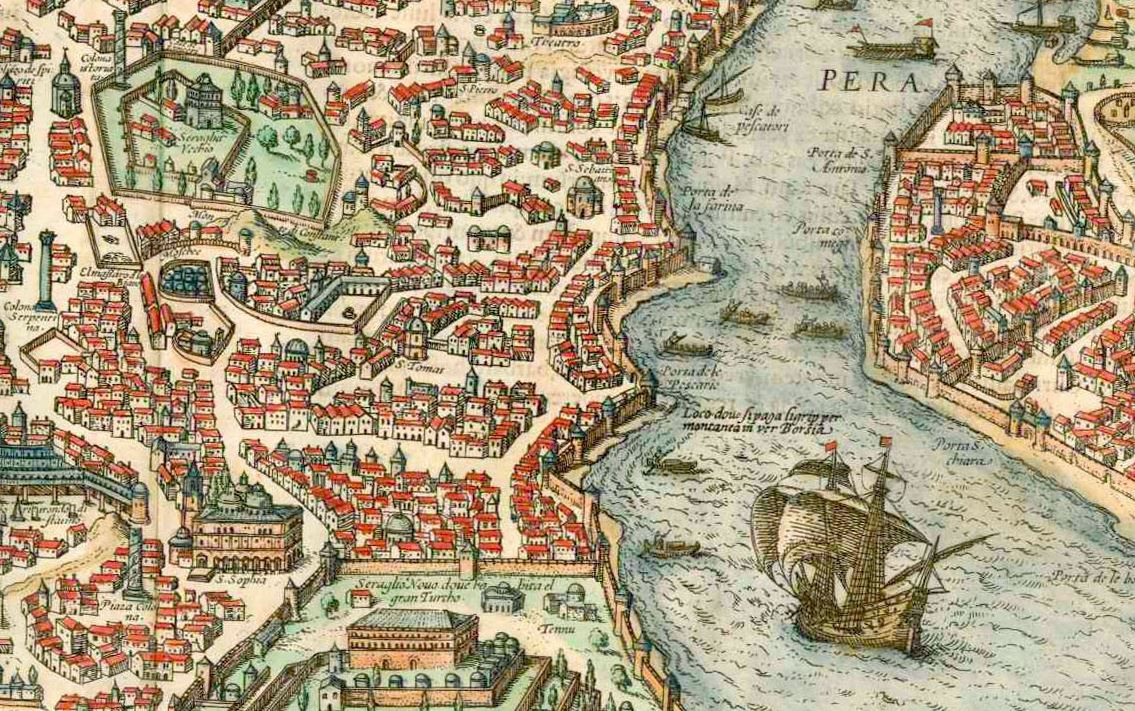
O Neório (segunda baia de baixo ao longo do lado esquerdo do Corno de Ouro), do Byzantium nunc Constantinopolis de Georg Braun, 1572

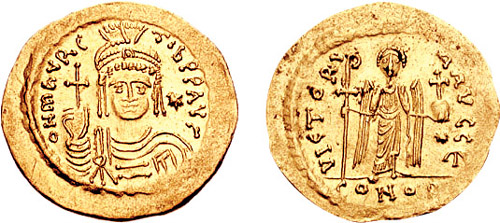
Soldo de Maurício r.

Devido a presença judaica na área, no período otomano a Porta Neória bizantina das muralhas marítimas mudou seu nome para "Porta dos Judeus" (em turco: Çifutkapı). À época de sua maior expansão, as áreas de estágio latinas estenderam-se bastante a oeste do Neório, alcançando a Porta de Bigla/Vigla (também chamada Porta do Drungário, e depois a otomana "Porta da Lenha", Odun Kapı). Com a ascensão do poder genovês durante a dinastia paleóloga, o comércio marítimo migrou do Neório para Gálata, mas após a queda da cidade em 1453 e o subsequente declínio da hegemonia comercial genovesa, o porto readquiriu e manteve parte do comércio marítimo constantinopolitano até o fina do período otomano.

## Descrição
Ao longo da margem do Neório havia um pórtico, chamado Ceratembolino (em grego: Κερατεμβόλιν). O nome deriva duma estátua erigida numa abóbada de bronze, que representou um homem portando quatro chifres em sua cabeça. De acordo com uma lenda, na área do porto também estava em exposição uma estátua de um touro que mugia uma vez ao ano, amedrontando os habitantes do bairro. Devido a isso, o imperador Maurício (r. 582–602) ordenou que ele fosse lançado ao mar. Uma parte do porto foi conhecida como "o equipamento antigo" (em grego: ἡ παλαιὰ ἐξάρτυσις), e abrigou um estaleiro: neste bairro localizava-se a Igreja de Santa Eufêmia.